# Caciocavallo silano
El caciocavallo silano és un formatge de pasta filada italià fet amb llet de vaca que s'elabora a les regions del Mezzogiorno.
És un formatge semicurat que ja era ben conegut durant el segle XIV i encara continua sent popular. Té un color de palla clar quan està tendre i s'enfosqueix fins a aconseguir el marró en madurar.
Pasta típica amb ulls petits. Té un sabor aromàtic i dolç amb tocs de llet i mantega quan està tendre. En madurar, es torna acre. Pres tradicionalment com a plat principal o en la pasta farcida.
El seu nom deriva dels antics orígens dels productes de silà relacionats amb l'altiplà de la Sila. El formatge té una escorça prima, llisa, amb un marcat color groc pàl·lid i pasta homogènia, compacta, amb lleugers forats de llum amb color blanc o groc més intens cap a l'exterior, té un sabor suau que es torna picant durant la maduració. El percentatge de greix en extracte sec no pot ser inferior al 38%. De sabor únic, aquest formatge silà, adquireix el caràcter d'un envelliment òptim, gràcies al clima de les majestuoses muntanyes de Sila. Es consumeix fresc o madurat, ratllat o fos, i ha esdevingut amb el temps en protagonista de la taula en la dieta mediterrània.